# Maštale
Maštale je přírodní rezervace na rozhraní okresů Chrudim, Svitavy a Ústí nad Orlicí. Chráněné území je v péči Krajského úřadu Pardubického kraje.

## Předmět ochrany
Důvodem ochrany jsou charakteristické skalní útvary s převahou cenomanských pískovců a na nich zastoupených kulturních a reliktních borů. Tato přírodní rezervace chrání pískovcové skalní město Toulovcovy maštale, jako jediné větší v jižní části východních Čech. Podle něj je pojmenována i celá oblast skal a lesů, v níž se rezervace Maštale nachází. Členitost reliéfu umožňuje přítomnost pestré mozaiky rostlin a živočichů. Mezi nejvýraznější typy stanovišť patří především hluboké skalní rokle s klimatem inverzního charakteru, prameniště a vlhké lesní louky, lesní rybníky a suchá temena skal s mělkou písčitou půdou.

## Geologie a geomorfologie
Oblast Maštalí má charakter zvlněného reliéfu, který je ukloněn k severu. Rozdíl mezi nejvyšším místem na jihu (Posekanec, 554 m) a nejnižším na severu (řečiště Novohradky u Polanky) je téměř 200 m. Území leží na pomezí české křídové pánve a krystalických hornin Českomoravské vrchoviny. Erozí vzniklé členité povrchové tvary jsou tvořeny cenomanskými glaukonitickými pískovci, na kterých se zachovaly „ostrůvky“ spodnoturonských slínovců. V podstatě jde o soustavu skalnatých údolí, zaříznutých místy až do hloubky 60 m do pískovců i podložních krystalických hornin. Na rozmezí těchto petrologických struktur jsou místy výrazné pramenné horizonty. Skalní stěny jsou rozčleněny zvětráváním, odnosem a svahovými pohyby do samostatných věží a bloků. Nalezneme zde zcela běžně různé výčnělky, převisy, jeskyně, okna, dutiny, voštiny, římsy a další tvary selektivního zvětrávání a odnosu.
Jihovýchodní část rezervace je tvořena Městskými maštalemi, roklí V kvíčalnici a Voletínským údolím. Centrální částí jsou Toulovcovy maštale s úzkými průlezy a náznakem vývoje skalního města. Název se vztahuje k pověsti o skrýších rytíře Vavřince Toulovce z jarošovské tvrze. Výrazným skalním členěním se vyznačují i následná údolí Vranické a Korálky. Rozlehlá je rokle Všivíce mezi Zderazí, Borem a Polánkou s útvary Kolumbovo vejce, Kazatelna, Betlém aj. Pod osadou Roudná vystupují na údolním svahu Novohradky různé typy hornin (svrchnokřídové slínovce a pískovce, předkřídová lateritická zvětralina na metadrobách hlinecké zóny a žula). Jižní okraj (v okolí kóty Posekanec) leží už na žulách, vystupujících zde také v několika skalních výchozech. Půdní pokryv je tvořen kambizeměmi, a to jednak její typická i kyselá varieta, v zamokřených polohách je pak glej typický.

## Fauna
V poměrně členitém terénu rezervace je rozmanitý výskyt živočichů. Z obratlovců se na území vyskytuje přibližně 130 druhů. Borové mlází je domovem pro početnou populaci zmije obecné (Vipera berus). V borových lesích hnízdí ze vzácnějších druhů např. křivka obecná (Loxia curvirostra), datel černý (Dryocopus martius), jestřáb lesní (Accipiter gentilis), ořešník kropenatý (Nucifraga caryocatactes), a sýc rousný (Aegolius funereus). Jako flóra, tak i fauna je druhové bohatší je fauna, která obývá dna roklí a okolí potoků. Žije zde například střevle potoční (Phoxinus phoxinus), nebo mlok skvrnitý (Salamandra salamandra), běžně hnízdí pěnice černohlavá (Sylvia atricapilla) či červenka obecná (Erithacus rubecula). V lesních rybnících se vyskytují čolek obecný (Triturus vulgaris) a čolek horský (Triturus alpestris), na lesních okrajích a loukách ještěrka živorodá (Zootoca vivipara) a ještěrka obecná (Lacerta agilis). Co se týká bezobratlých, vyskytuje se v lesních porostech fauna typická pro borové lesy. Zajímavější druhy se mohou nacházet v zastíněných skalních roklích. V Prosečském a Vranickém potoce žije rak říční (Astacus astacus), u Vranického potoka byla pozorována vážka páskovec kroužkovaný (Cordulegaster boltoni).
V PR Maštale a v Novém rybníce bylo zjištěno 19 druhů vodních měkkýšů: 12 druhů plžů a 7 druhů mlžů.

## Flóra

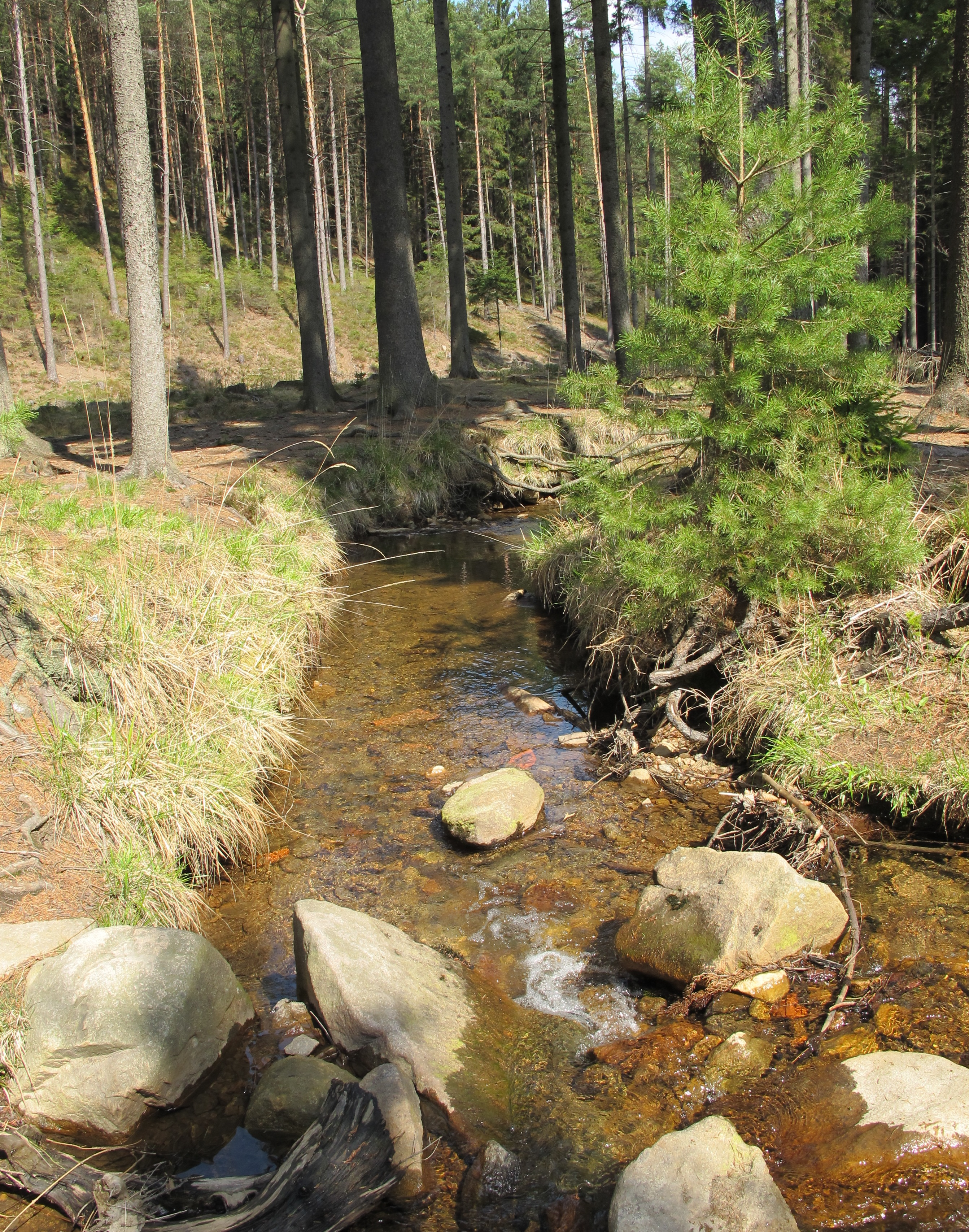
Řeka Novohradka v PR Maštale

Jednotvárný a minerálně chudý geologický podklad způsobuje, že území není botanicky příliš bohaté. Na většině ploch se vyskytují člověkem vysázené bory, kde podrost tvoří např. borůvka černá (Vaccinium myrtillus), brusinka obecná (Vaccinium vitis-idaea) a vřes obecný (Calluna vulgaris), z trav převládá metlička křivolaká (Avenella flexuosa). Tyto borové lesy jsou v současné době na místech původních acidofilních bučin svazu Luzulo-Fagion. Reliktní bory (Dicrano-Pinion), které se místy zachovaly na extrémních stanovištích, se zde vyskytují ve společenstvu Leucobryo-Pinetum. Objevují se na konvexních tvarech reliéfu s písčitou půdou, která snadno vysychá. V podrostu jsou také typické převážně mechorosty (Pleurozium schreberi, Leucobryum juniperoideum, Ptilium ciliare) a lišejníky (Cetraria islandica, Cladonia chlorophaea, C. rangiformis). Vyšší biodiverzita je v inverzních údolích potoků, kde rostou žebrovice různolistá (Blechnum spicant), vrbina hajní (Lysimachia nemorum), krabilice chlupatá (Chaerophyllum hirsutum), devětsil bílý (Petasites albus), plavuň pučivá (Lycopodium annotinum), kokořík přeslenatý (Polygonatum verticillatum) a další. V těchto údolích je pestřejší i dřevinná skladba: kromě buku lesního (Fagus sylvatica) a smrku ztepilého (Picea abies) se zde vyskytují také jedle bělokorá (Abies alba), javor klen (Acer pseudoplatanus) a bříza pýřitá (Betula pubescens). Na území rezervace se nachází i několik lesních rybníků a menších květnatých luk, kde najdeme ze vzácnějších rostlin např. bradáček vejčitý (Listem ovata), čertkus luční (Succisa pratensis), ořešník kmínolistý (Selinum carvifolia), na nejvlhčích místech i violka bahenní (Viola palustris).

## Lesnictví
Na území jsou nejrozšířenějším lesním typem kulturní bory. Na skalách se také nacházejí fragmenty reliktních borů, které jsou předmětem ochrany. Na ostatních částech plošin, včetně mírně zaříznutých údolí, je pokryv borových kultur místo původních acidofilních bučin a jedlobučin. Současné lesní hospodaření je zaměřeno na zvýšení podílu dubu, jedle a buku, zejména na dně roklí a také na postupnou likvidaci nepůvodních dřevin.